# Arnoglossus waitei
Arnoglossus waitei är en fiskart som beskrevs av Norman 1926. Arnoglossus waitei ingår i släktet Arnoglossus och familjen tungevarsfiskar. Inga underarter finns listade i Catalogue of Life.